# Layla Haynes
Layla Haynes (* 1. Juli 2005) ist eine barbadische Leichtathletin, die im Mittel- und Langstreckenlauf an den Start geht.

## Sportliche Laufbahn
Erste internationale Erfahrungen sammelte Layla Haynes im Jahr 2019, als sie bei den CARIFTA Games in George Town in 5:15,55 min den siebten Platz im 1500-Meter-Lauf in der U17-Altersklasse belegte. 2022 gewann sie bei den CARIFTA Games in Kingston in 2:10,58 min die Silbermedaille im 800-Meter-Lauf in der U20-Altersklasse und über 1500 Meter sicherte sie sich in 4:45,10 min die Bronzemedaille. Im Jahr darauf siegte sie in 4:53,29 min über 1500 Meter bei den CARIFTA Games in Nassau und gewann über 800 Meter in 2:11,90 min die Silbermedaille. 2024 ging sie bei den CARIFTA Games in St. George’s im Finale über 800 Meter nicht mehr an den Start und zudem gewann sie mit der barbadischen 4-mal-400-Meter-Staffel in 3:48,21 min die Bronzemedaille. Im August kam sie bei den U20-Weltmeisterschaften in Lima mit 2:08,93 min nicht über den Vorlauf hinaus.
2021 wurde Haynes barbadische Meisterin im 1500- und 3000-Meter-Lauf sowie 2024 über 800 Meter.

## Persönliche Bestzeiten
- 800 Meter: 2:07,06 min, 23. Juni 2024 in Bridgetown
  - 800 Meter (Halle): 2:09,24 min, 23. Februar 2024 in Fayetteville
- 1500 Meter: 4:43,24 min, 22. Februar 2020 in Bridgetown
- 3000 Meter: 10:25,36 min, 27. Juni 2021 in Bridgetown